# Человек в коротких штанишках (фильм)
«Человек в коротких штанишках» (итал. L'amore più bello (L'uomo dai calzoni corti), исп. Tal vez mañana) — художественный фильм.

## Сюжет
Мальчик Сальваторе, которого в младенчестве бросила мать, хочет отыскать её и бежит из приюта на Сицилии в Неаполь.

После многочисленных приключений и встреч со многими людьми, одни из которых желают, а другие не хотят ему помочь, Сальваторе удаётся достичь своей цели.

## В ролях
- Алида Валли — Каролина
- Эдоардо Невола — Сальваторе
- Франсиско Рабаль — Марио
- Эдуардо Де Филиппо — Дженнаро
- Джулия Мартинес — Джина
- Меммо Каротенуто — Нандо
- Ирен Чефаро — Эстелла
- Гастон Ренцелли — Пьетро
- Франко Бальдуччи
- Хуан Кальво

## Технические данные
- Чёрно-белый, звуковой (mono)